# PQBP1
PQBP1 (англ. Polyglutamine binding protein 1) – білок, який кодується однойменним геном, розташованим у людей на X-хромосомі. Довжина поліпептидного ланцюга білка становить 265 амінокислот, а молекулярна маса — 30 472.
| 10         |  | 20         |  | 30         |  | 40         |  | 50         |
| ---------- |  | ---------- |  | ---------- |  | ---------- |  | ---------- |
| MPLPVALQTR |  | LAKRGILKHL |  | EPEPEEEIIA |  | EDYDDDPVDY |  | EATRLEGLPP |
| SWYKVFDPSC |  | GLPYYWNADT |  | DLVSWLSPHD |  | PNSVVTKSAK |  | KLRSSNADAE |
| EKLDRSHDKS |  | DRGHDKSDRS |  | HEKLDRGHDK |  | SDRGHDKSDR |  | DRERGYDKVD |
| RERERDRERD |  | RDRGYDKADR |  | EEGKERRHHR |  | REELAPYPKS |  | KKAVSRKDEE |
| LDPMDPSSYS |  | DAPRGTWSTG |  | LPKRNEAKTG |  | ADTTAAGPLF |  | QQRPYPSPGA |
| VLRANAEASR |  | TKQQD      |  |            |  |            |  |            |

A: Аланін

C: Цистеїн

D: Аспарагінова кислота

E: Глутамінова кислота

F: Фенілаланін

G: Гліцин

H: Гістидин

I: Ізолейцин

K: Лізин

L: Лейцин

M: Метіонін

N: Аспарагін

P: Пролін

Q: Глутамін

R: Аргінін

S: Серин

T: Треонін

V: Валін

W: Триптофан

Кодований геном білок за функцією належить до фосфопротеїнів. 
Задіяний у таких біологічних процесах, як процесинг мРНК, сплайсинг мРНК, транскрипція, регуляція транскрипції, альтернативний сплайсинг. 
Локалізований у ядрі.